# Хатиора розовая
Хатиора розовая (лат. Rhipsalidopsis rosea) — эпифитный кактус, вид рода Хатиора (Rhipsalidopsis) подсемейства Кактусовые (Cactoideae) семейства кактусовые. Произрастает в Южном регионе Бразилии. Является одним из родителей гибрида Rhipsalidopsis × graeseri, распространённого декоративного растения.

## Описание
Хатиора розовая — кустистое, эпифитное цветущее растение, которое растёт в тропических лесах. Сегменты стебля без колючек, плоские или имеют 3-5 угловых вогнутых сторон, изначально красные, а затем становятся тёмно-зелёными, а края имеют 2 или 3 выемки. Ареолы краевые и верхушечные и имеют несколько коричневых щетинок. Цветки воронкообразные, длиной 2,5-3,5 см, розовые с розовыми тычинками. Плоды желтоватые, сплющенные и сферические. Этот вид имеет прямую, кустистую и изогнутую форму. Он выглядит как миниатюрная версия хатиоры Гартнера (Rhipsalidopsis gaertneri), однако у него более мелкие сочленения и цветки.

## Распространение и местообитание
Хатиора розовая встречается в тропических лесах Южного региона Бразилии. Растёт на стволах деревьев или на каменистой почве. В своей родной среде обитания он находится под угрозой из-за городской застройки и вырубки лесов.

## Этимология
Родовое название Rhipsalidopsis происходит от древнегреческих rhipsalis, что означает «стебель», и opsis, что означает «похожий на». Видовой эпитет rosea — от латинского «розовый», относящееся к цвету цветков.

## Культивирование
Хатиора розовая популярна как декоративное комнатное растение. Это растение любит яркий непрямой свет, влажную, хорошо дренированную почвенную смесь для кактусов и высокую влажность. Лучше всего давать почве немного подсохнуть между поливами. Во время цветения необходимо поддерживать почву влажной, но после цветения частоту полива сокращают. Предпочитает длительные периоды темноты, до 14 часов. Размножение — стеблевыми черенками.

## Галерея

Хатиора розовая
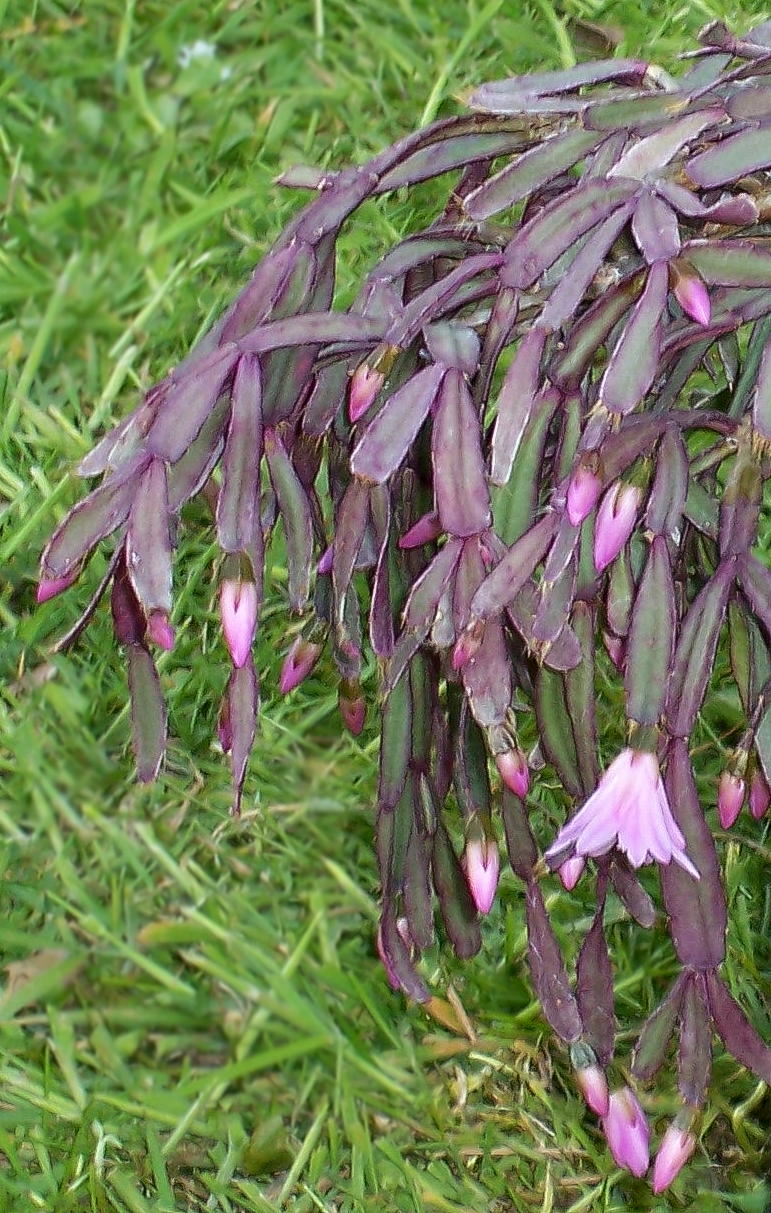
Внешний вид
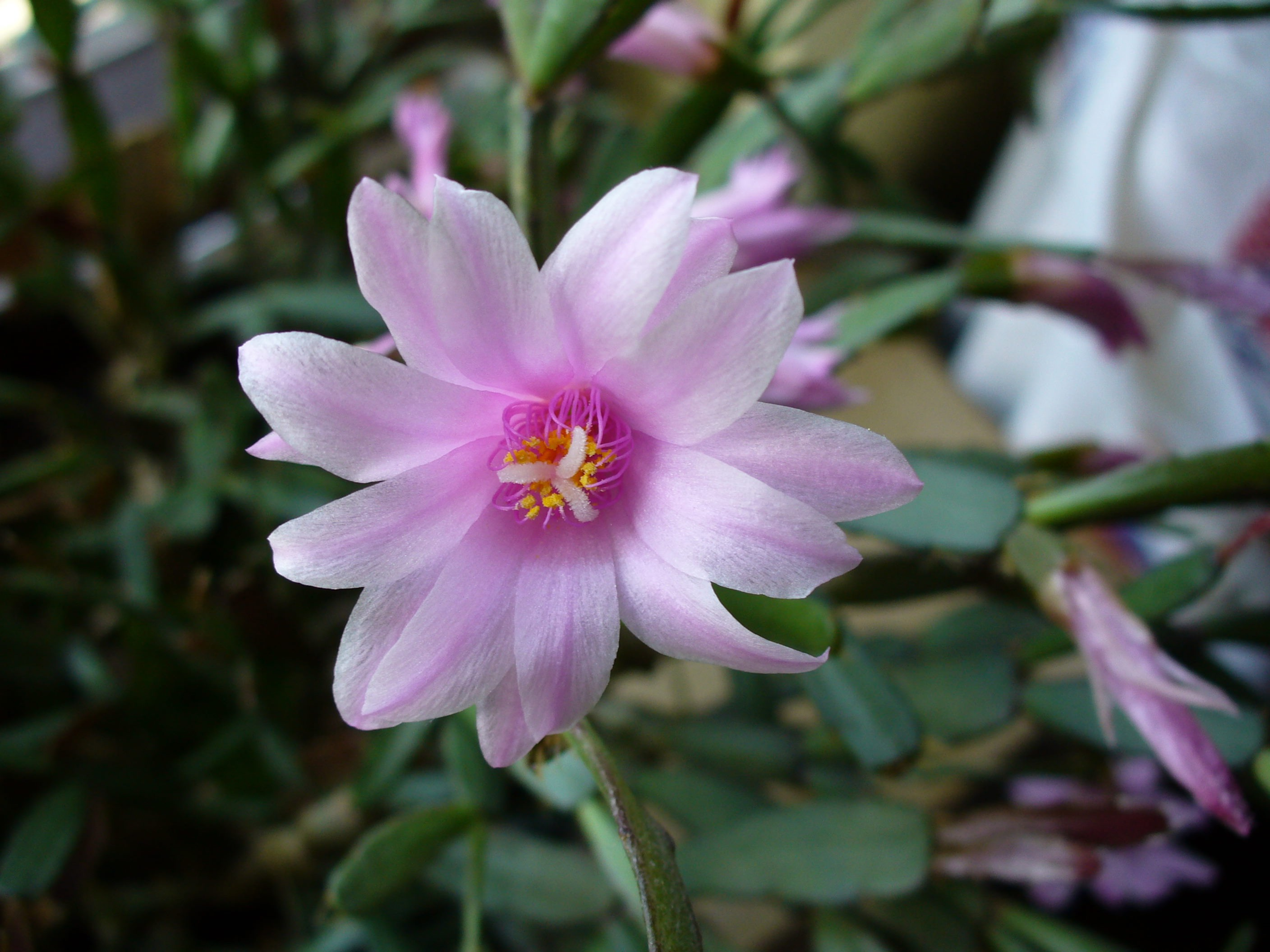
Цветок
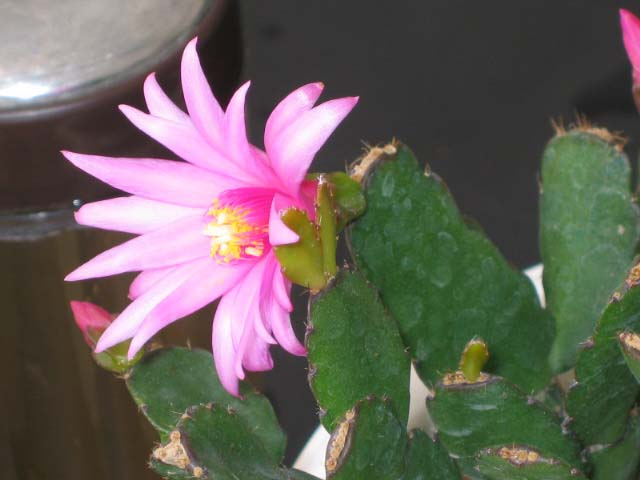
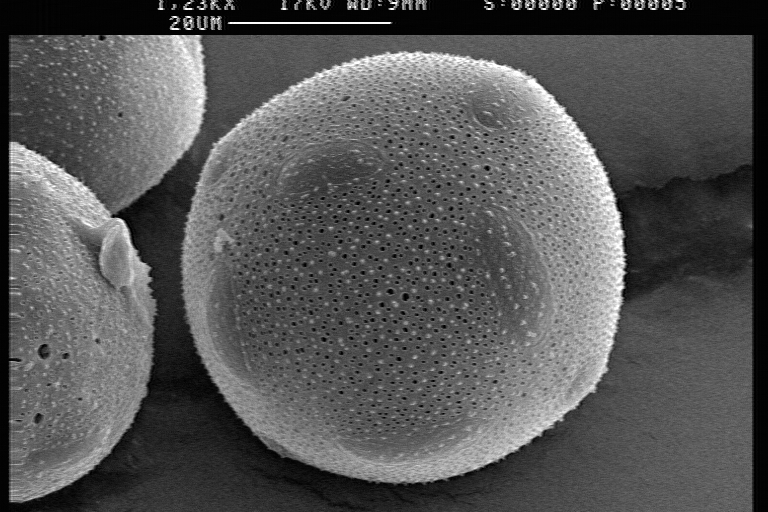
Микрофотография пыльцы